# Vincenzo Zucconelli
Vincenzo Zucconelli (Jolanda di Savoia, Emília-Romanya, 3 de juny de 1931) és un ciclista italià, ja retirat, que fou professional entre 1954 i 1958.
El 1952 va prendre part en els Jocs Olímpics de Hèlsinki de 1952, en què guanyà la medalla de plata de la cursa per equips, junt a Dino Bruni i Gianni Ghidini. Com a professional destaca una etapa guanyada al Giro d'Itàlia de 1955.

## Palmarès
- 1951
  - 1r al Gran Premi della Liberazione
- 1952
  -  Campió d'Itàlia amateur
  -  Medalla de plata als Jocs Olímpics en la cursa per equips
- 1954
  - 1r a la Coppa Gennari Francesco
- 1955
  - Vencedor d'una etapa al Giro d'Itàlia
- 1956
  - Vencedor d'una etapa al Giro a Sicília
  - Vencedor d'una etapa de la Roma-Nàpols-Roma

### Resultats al Giro d'Itàlia
- 1955. 61è de la classificació general. Vencedor d'una etapa
- 1956. Abandona.  Porta el mallot rosa durant una etapa
- 1956. Abandona

## Enllçaos externs
- Fitxa de Vincenzo Zucconelli a sitiodeciclismo.net